# Benue (rijeka)
Benue (fra. la Bénoué) je rijeka u Kamerunu i Nigeriji, jedna od velikih pritoka rijeke Niger. Rijeka je duga oko 1400 km i tijekom ljetnih mjeseci plovna je gotovo svojim cijelim tokom, što je čini važnom prometnicom u regiji.

## Tok rijeke
Rijeka izvire na visoravni Adamawa na sjeveru Kameruna, od kuda teče prema zapadu kroz gradove Garoua, zatim brana Lagdno rijeku pretvara u jezero Lagdo. U duljini od oko 5 km čini kamerunsko-nigerijsku granicu, a zatim ulazi u Nigeriju, južno od planina Mandara. U Nigeriji Protječe kroz gradove Jimeta, Ibi i Makurdi, te utječe u Niger kod grada Lokoja.
Najveće pritoke rijeke su Mayo Kébbi, koja povezuje Beneu s rijekom Logone tijekom poplava. Ostale pritoke su Taraba i Katsina-Ala.

## Vanjske poveznice
|  | Zajednički poslužitelj ima još gradiva o temi Benue (rijeka) |